# يميما أفيدار تشيرنوفيتس
يميما أفيدار تشيرنوفيتس (بالعبرية: ימימה אבידר-טשרנוביץ‏) (8 أكتوبر 1909- 20 مارس 1998) كاتبة إسرائيلية أصبحت أعمالها كلاسيكيات في أدب الأطفال العبري الحديث. 
حصلت في عام 1984 على جائزة إسرائيل في أدب الأطفال.

## حياتها
ولدت في فيلنا في ليتوانيا عام 1909، ووصلت إلى فلسطين عام 1921، في سن الثانية عشرة. 
عملت كمعلمة ثم مديرة مدرسة، وعملت أيضًا في إذاعة الأطفال في إذاعة القدس الإسرائيلية (كول يروشالايم). وكذلك في هيئة تحرير «دفار هابوئيليت».
ومن أشهر تلاميذها الممثل حاييم توبول.
وتندرج كتبها للأطفال بشكل أساسي في نوعية أدب الأصدقاء، وكانت من بين أقدم الكتب التي تستلهم الحياة العادية للأطفال.   وبالإضافة إلى أعمالها الأصلية، قامت بترجمة أعمال أخرى إلى العبرية.
ومن بين الجوائز التي حصلت عليها جائزة إسرائيل لأدب الأطفال (1984) وجائزة ياكير يروشاليم (مواطن القدس الجدير) (1992).   